# Neasura atrisuffusa
Neasura atrisuffusa är en fjärilsart som beskrevs av Embrik Strand 1922. Neasura atrisuffusa ingår i släktet Neasura och familjen björnspinnare. Inga underarter finns listade i Catalogue of Life.